# Eleutherodactylus glandulifer
Espèce
Statut de conservation UICN

 CR A3c : 
En danger critique
Eleutherodactylus glandulifer est une espèce d'amphibiens de la famille des Eleutherodactylidae. Elle fait partie de la liste des 100 espèces les plus menacées au monde établie par l'UICN en 2012.

## Répartition

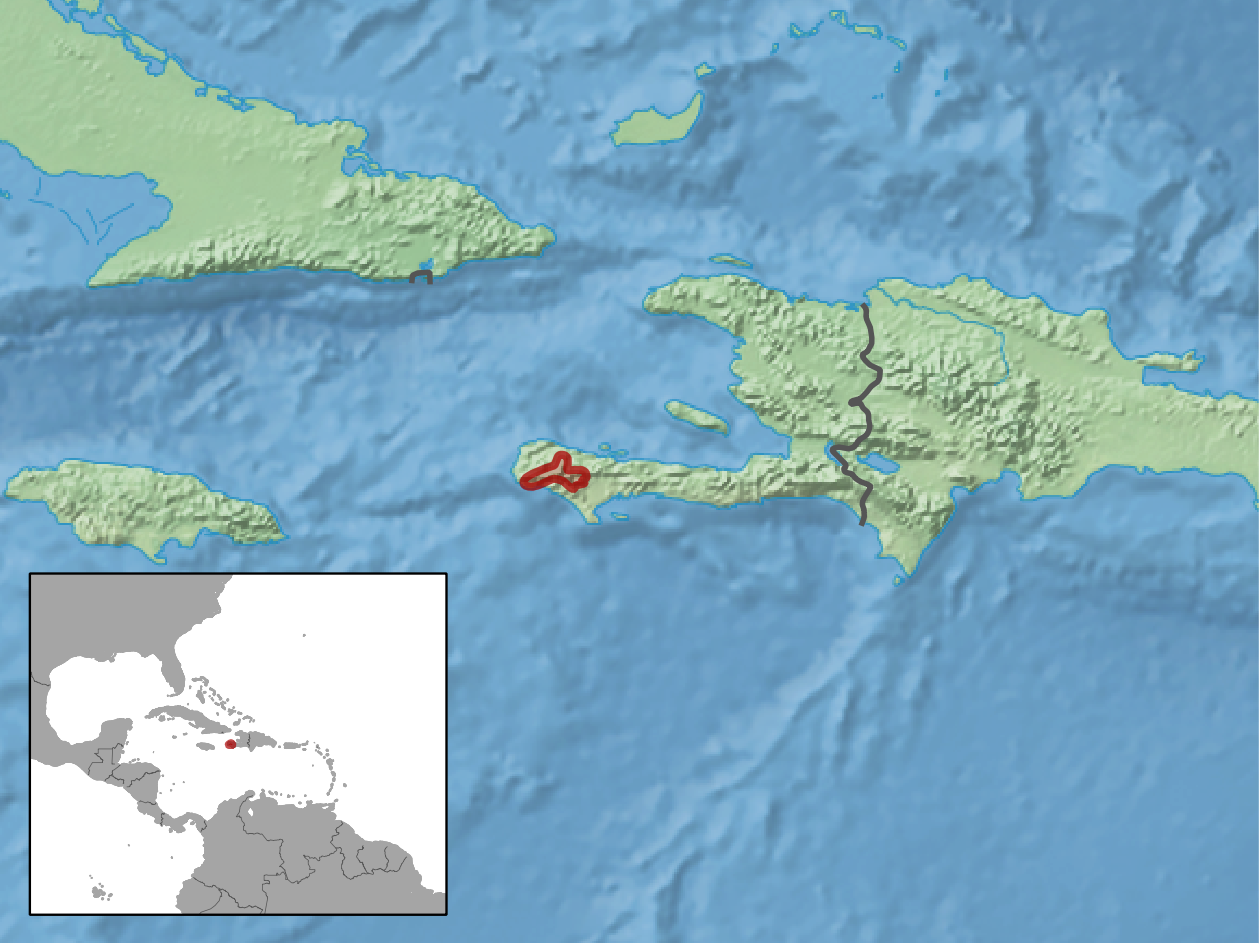
Distribution

Cette espèce est endémique d'Haïti. Elle se rencontre de 300 à 1 886 m d'altitude dans le massif de la Hotte. 

## Description
Les mâles mesurent jusqu'à 36 mm et les femelles jusqu'à 53 mm.

## Publication originale
- Cochran, 1935 : New reptiles and amphibians collected in Haiti by P. J. Darlington. Proceedings of the Boston Society of Natural History, vol. 40, p. 367-376.